# Pluimvee

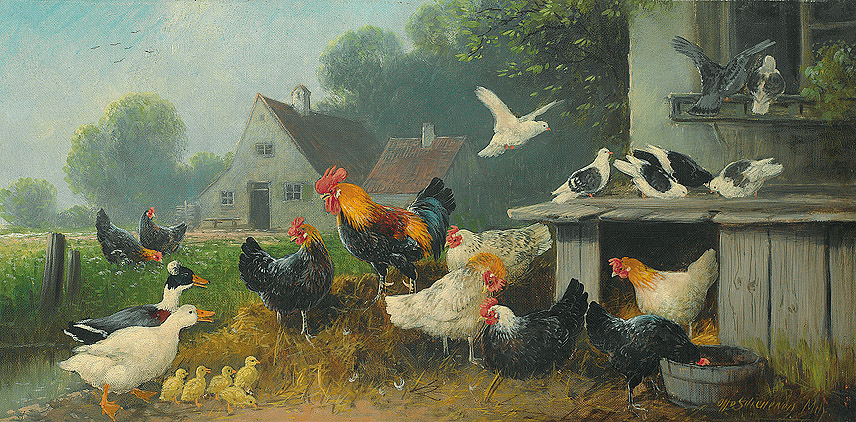
Hoenderhof geschilderd door Otto Scheuerer (1862-1934)

Onder pluimvee verstaat men de door de mens gedomesticeerde vogels die hoofdzakelijk voor productiedoeleinden worden gehouden. Het betreft daarbij producten als vlees, eieren en veren. Siervogels, gezelschapsvogels en volièrevogels worden gewoonlijk niet tot het pluimvee gerekend. Voor de duivensport gehouden duiven vallen er evenmin onder.
De meeste pluimveesoorten zijn door fokkers veredeld tot een groot aantal rassen die specifieke kenmerken vertonen qua uiterlijk en productiviteit.
De belangrijkste pluimveesoorten zijn:
- kip
- kalkoen
- parelhoen
- gans
- eend
- struisvogel
- emoe
- kwartel
- duif

Na een kortstondige vakbondsactie is er een omzendbrief gekomen van het Federaal Agentschap voor de Veiligheid van de Voedselketen waarin verdere verduidelijking staat aangaande de duif. Een sportduif is géén pluimvee. Een ordinaire slachtduif echter wél.